# La Palma de Cervelló
La Palma de Cervelló är en kommun i Spanien.   Den ligger i provinsen Província de Barcelona och regionen Katalonien, i den östra delen av landet, 500 km öster om huvudstaden Madrid. Antalet invånare är 3 023. Arean är 5,5 kvadratkilometer. La Palma de Cervelló gränsar till Pallejà, Sant Vicenç dels Horts, Cervelló och Corbera de Llobregat. 
Terrängen i La Palma de Cervelló är platt åt sydost, men åt nordväst är den kuperad.